# Березовий сік

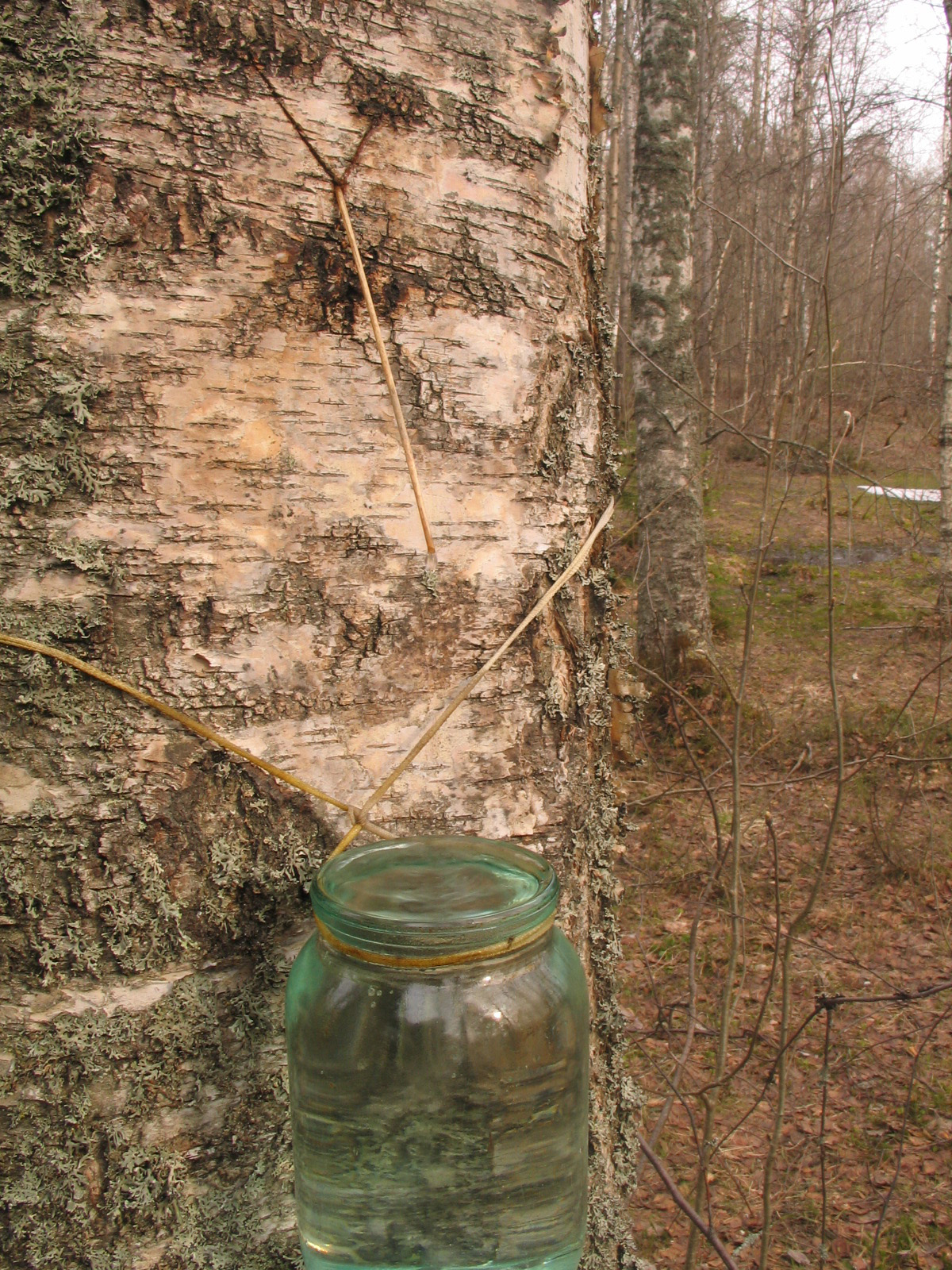
Збирання березового соку

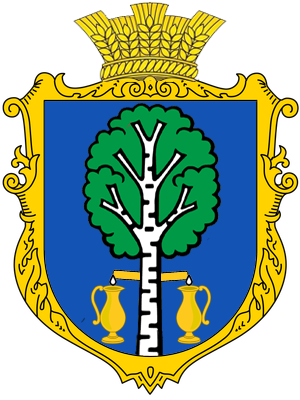
Збирання березового соку на гербі села Велика Берізка

Бере́зовий сік — прозора, солодкувата рідина, що міститься в судинах деревини берези і утворюється у великих кількостях в період весняного сокоруху (з середини березня до середини квітня); витікає з місць пошкодження кори на стовбурі або гілках під дією кореневого тиску. Забезпечує активну життєдіяльність точок росту дерев у період їх весняного пробудження. Містить глюкозу (0,5 — 2 %), мінеральні речовини (0,03 %, у тому числі К, Са, Fe).
Заготівля березового соку в Україні для власних потреб дозволу не потребує.[джерело?]

## Промислова заготівля в Україні
Щойно зібраний березовий сік є біологічно нестабільним оскільки в процесі збирання він контамінується спонтанною мікробіотою і терміни його зберігання до переробки хоча і залежать від температури зберігання, але обмежуються, як правило, 2 добами.
Існують розроблені нормативно–довідникові таблиці виходу березового соку залежно від типів лісорослинних умов та повноти березових насаджень.

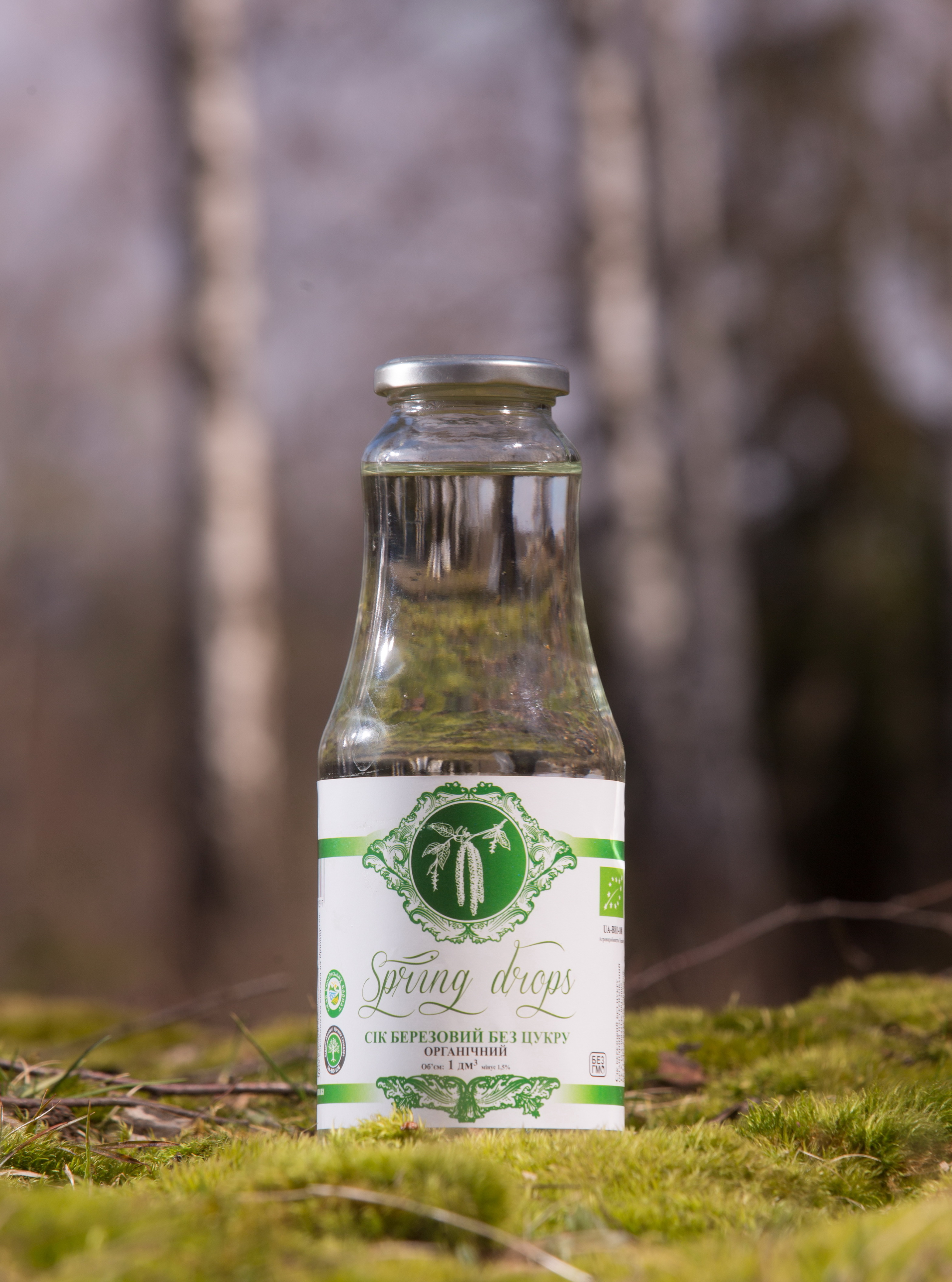

У 80 — 90х роках двадцятого століття в рамках «Продовольчої програми» СРСР лісогосподарські підприємства України щорічно заготовляли лише березового соку близько 50 тисяч тонн. На переробних підприємствах, які належали до лісової галузі виготовляли близько 26 мільйонів літрів натурального березового соку, решта перероблялась на консервних підприємствах Міністерства харчової промисловості УРСР та Укрспоживспілки.
У 2000-2010-х роках малі обсяги заготівлі та продажу березового соку обумовлені тим, що на території України деякі консервні заводи виробляють штучний березовий сік із води, лимонної кислоти і підсолоджувачів. Виробництво такого продукту значно дешевше і триває цілорічно, в той час як заготівля натурального березового соку обмежена двома — трьома тижнями у березні — квітні. Державні органи контролю та Комісія по захисту прав споживачів фактично саботують виявлення подібного фальсифікату на переробних підприємствах і в торгових мережах України[джерело?].
У 2009 році лісогосподарські підприємства Держкомлісгоспу України самостійно заготовили соку березового — 1580 тонн.

## Використання
Завдяки лікувально-профілактичній дії на організм березовий сік знаходить широке застосування при деяких захворюваннях легенів, бронхітах, туберкульозі як загально зміцнюючий засіб, при ниркокам'яній хворобі, фурункульозі, подагрі, захворюваннях суглобів, екземі, лишаях як стимулятор обміну речовин в організмі.
Березовий сік має кровоочисну, протизапальну, сечогінну дію, сприяє швидкому звільненню організму від продуктів обміну і досить цінний при інтоксикаціях і захворюваннях, викликаних порушенням обмінних процесів в організмі. Сік використовують при захворюваннях судин, атеросклерозі, ним роблять обтирання при псоріазі, корості[джерело?].
Шляхом купажування березового соку з цукром, ароматизатором та водою одержують безалкогольний напій. При купажуванні додатково вносять барвник та сироп манчжурського горіху.

### Сироп
У США, Росії, Канаді, Східній Європі з березового соку варять березовий сироп по аналогії з кленовим. Сироп отримують методом упарювання свіжозібраного соку, з 100—110 літрів березового соку виходить 1 літр сиропу, концентрація цукрів у сиропі повинна бути не менше 66 % за шкалою Брікс, колір сиропу змінюється від темно-бурштинового, на початку сезону варіння, до чорного до кінця сезону, березовий сироп буде в будь-якому випадку темнішим за кленовий, так як цукристість березового соку нижче, відповідно його потрібно довше варити до готовності, через що цукор в соку карамелізується сильніше. Смак сиропу також змінюється протягом сезону, але в цілому сироп має ніжний карамельний смак з легкою кислотою і приємним деревним післясмаком, кислинка і післясмак посилюються до кінця сезону. Всього в світі близько 20 виробників березового сиропу, як правило, це невеликі фермерські господарства[джерело?].
Березовий сироп використовують в кулінарії і в якості підсолоджувача для каш, сиру, млинців та оладок, а також в якості добавки до гарячих і холодних напоїв.

### Квас
У Білорусі з березового соку, який там заготовляють бочками, роблять квас.

## Галерея

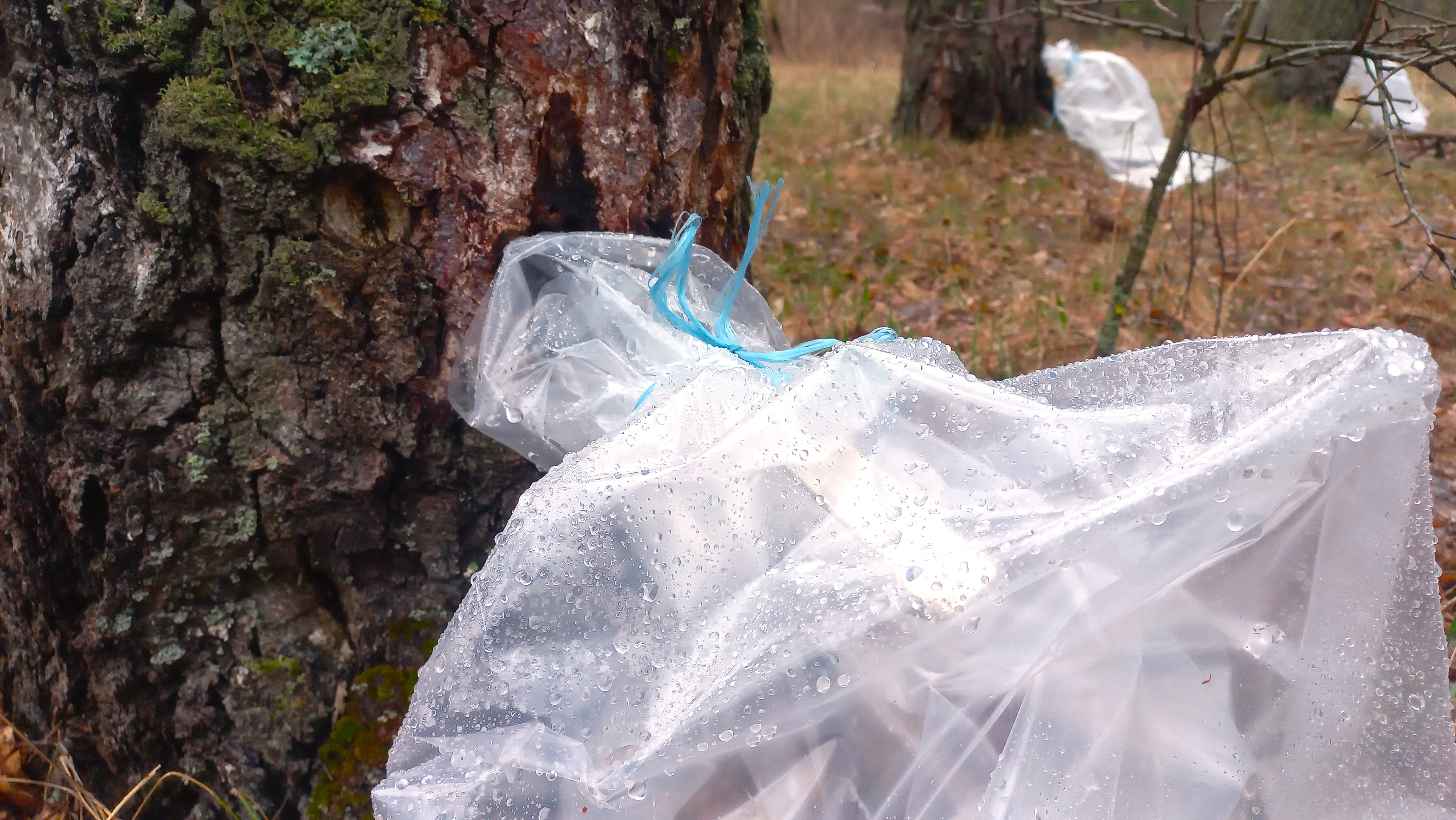
Збір березового соку
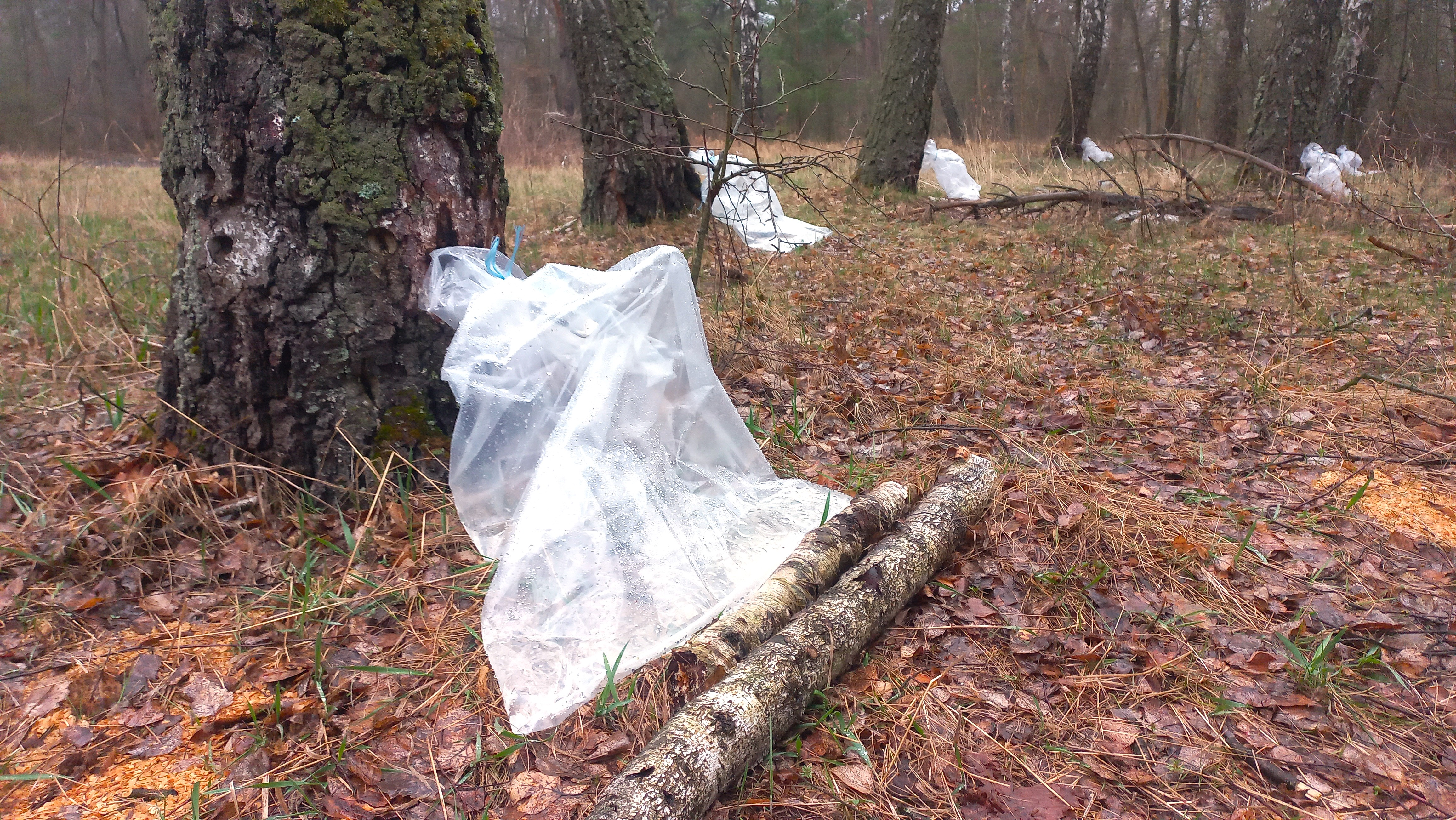
Збір березового соку